# Maleque Ambar
Maleque Ambar (Harar, 1549 — Khuldabad, 13 de maio de 1626) foi um etíope nascido no sul da Etiópia, vendido por seus pais devido à pobreza. Ele posteriormente foi trazido à Índia e permaneceu escravo daqueles que os trouxeram. No entanto, em vez que ele criou um exército independente, que tinha até 1500 homens. Este exército residia na região do Decão e foi contratado por muitos reis locais. Ele fundou a cidade de Aurangabad, Maharashtra onde previamente havia uma vila. Ele eventualmente cresceu para se tornar um primeiro-ministro muito popular no Sultanato de Ahmadnagar, mostrando seu tino administrativo em diversas áreas. Maleque também é considerado como um pioneiro em uma guerra de guerrilha na região do Decão. Ele é creditado por ter realizado um ajuste de receita sistemático em grandes porções do Decão, que formaram a base para muitos assentamentos posteriores. Ele é figura de veneração entre o povo Sidi de Gujarate. Ele humilhou o poder dos mogóis e de Adil Shah, do Sultanato de Bijapur, e recuperou o decadente status de Nizam Shah.

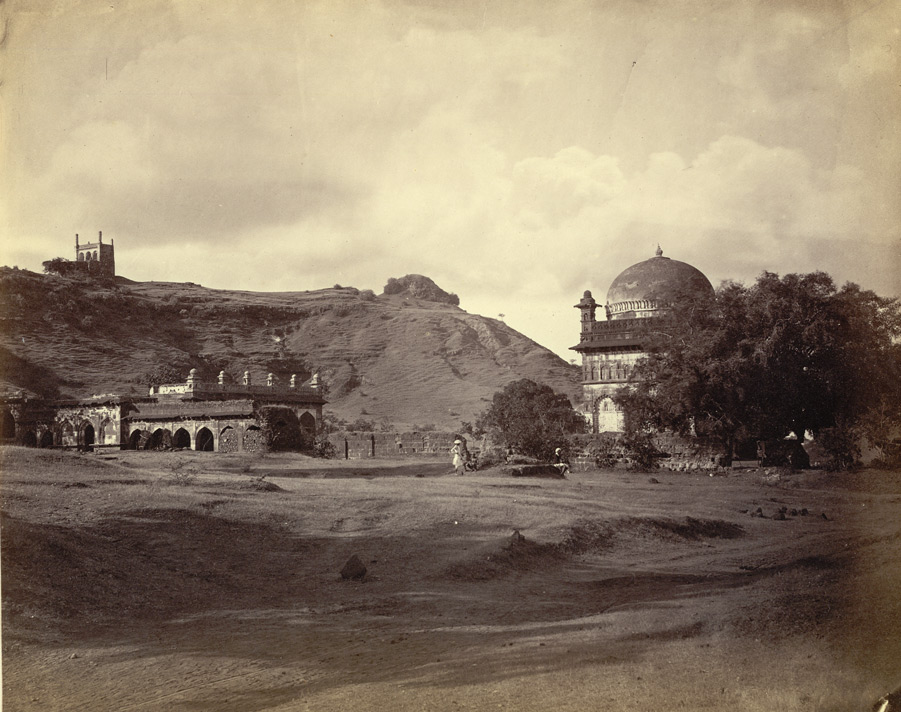
Tumba de Maleque Ambar em 1860 Khuldabad

## Início de sua vida
Maleque Ambar nasceu na cidade de Alhura em uma tribo abissínia de Maya, a capital do Sultanato de Adal, na moderna Etiópia oriental. No entanto, algumas fontes mencionam a cidade etíope de Harar como seu local de nascimento.  Tanto a Etiópia quanto o rebelde (ex-vassalo) Sultanato de Adal foram devastados após duas décadas de guerra uns com os outros. Como Futuhat-i `adil Shahi disse, Maleque Ambar então conhecido como Shambhu, Chapu ou Shan-bu, ele foi vendido pelos seus pais. Já havia um vívido comércio de escravos na região comercial do Oceano Índico naquela época. O padre português Francisco Álvares contou:
"Os escravos desse reino [Damot, na Etiópia] são muito estimados pelos mouros,

e eles não os permitem partir por qualquer preço; todos os países da

Arábia, Pérsia, Índia, Egito, até a Grécia, são repletos de escravos desse país,

e eles dizem que deles se fazem muito bons mouros e grandes guerreiros."
Ele acabou parando em Moca no Iêmen, onde ele foi vendido novamente por 20 ducados e foi levado para o mercado de escravos em Bagdá, onde foi vendido uma terceira vez para cádi de Meca e novamente em Bagdá para Mir Alcacim, que finalmente o levou para o Decão. De lá ele foi um de centenas de escravos comprados por Mirak Dabir, conhecido como Chengiz Khan, ele mesmo um abissínio e ex-escravo.

## Sua carreira
Maleque Ambar começou sem muito prestígio entre os soldados de Dabir. Quando o exército mogol se tornou triunfante sobre os reinos de Khandesh, Berar e Daulatabad, Ambar entrou no serviço de Ibraim Adil Xá. Maleque Ambar integrou um grupo que perambulava pelas fronteiras, punia os assaltantes e ladrões, realizavam incursões em todos os lados, assim os bandidos daquele país eram duramente pressionados, muitos escolheram segui-lo. Entre dois e três mil homens da tribo dos Bedars e líderes do país uniram-se sob sua bandeira. Quando, depois da conquista de forte de Ahmadnagar, os mogóis empreenderam-se em ocupar o país, Ambar obstruiu seu caminho, matou e pilhou vários deles, sendo sempre vitorioso, até seu exército crescer para sete mil e muitos dos nobres filhos de Nizamshahi unirem-se a ele. Desta maneira, ele ganhou controle do governo.
Maleque Ambar foi o regente da dinastia Nizamshahi de Ahmednagar de 1607 à 1626. Durante este período, ele elevou a força e o poder de Murtaza Nizam Shah e criou um grande exército. Ele mudou a capital de Paranda para Junnar e fundou uma nova cidade, Khadki da qual foi mudada novamente para Aurangabad pelo imperador Aurangzeb quando ele invadiu o Decão. Maleque Ambar cultivou fortemente a habilidade e amor pela arquitetura. Aurangabad foi sua obra arquitetônica e criação. Maleque Ambar o fundador da cidade era sempre referido por nomes depreciativos pelo imperador Jahangir. Nas suas memórias ele numa mencionava Maleque Ambar sem epítetos de miserável, companheiro amaldiçoado, 'Habshi', Ambar Siyari e Ambar Badakhtur. Muitos historiadores acreditam que essas palavras saíram da frustração por Maleque Ambar ter resistido ao poder mogol que os manteve longe do Decão. "

## Pioneirismo na Guerrilha
Maleque Ambar é também conhecido por ter sido o defensor da guerrilha na região da Índia central. Maleque Ambar ajudou Xá Jeã a vencer a luta pelo sucessão contra sua madrasta, Nur Jahan, em Nova Deli, que tinha ambições de assentar seu filho sobre o trono. Maleque Ambar e Shahji (pai de Chatrapati Shivaji, um dos maiores ícones da História indiana) também restaurou alguma credibilidade aos Sultões de Ahmadnagar, que havia sido conquistado pelos mogóis anteriormente (Akbar havia anexado Ahmadnagar).

## Maleque Ambar projeta o sistema Neher
Maleque Ambar é especialmente famoso pelo Neher, um sistema hidráulico. Um feito que até hoje é um considerado um milagre. Seus planos para o Neher foram encarados com sarcasmo e escárnio na época. Vazir Mullah Mohammad declarou ele como uma extravagância irracional da qual se seriam requeridos 'Um-Re-Noh' (O tempo de vida de Noé), 'Sab-Re-Ayub' ( A paciência de Jó), 'Khazana-Kharun' (O tesouro de Kharun). Mas Maleque Ambar completou o Neher em quinze meses gastando a soma nominal de dois lakhs e meio. Esta cidade está situada às margens do rio Kham, um pequeno riacho perene, que toma o seu lugar na colina vizinha. "
O famoso Panchakki (Pan significa água e Chakki significa tapete rolante) foi alimentado com a água do Neher Aye Ambri, as pás do Panchakki costumavam rodar pela água que caía em outras pás do Panchakki. A torre de água (que era usada como válvula para expulsar o ar) ainda é presente na cidade de Aurangabad em 'Labor colony', Junabazar e muitos outros estão presentes na cidade.

## Conflito com os Mogóis
Maleque Ambar infligiu derrotas sobre o general mogol Cã Khanan muitas vezes e atacou Ahmadnagar com frequência. Lakhuji Jadhavrao, Maloji Bhosale, Shahaji Bhosale e outros chefes maratas ganharam grande proeminência ao servirem sob o comando de Maleque Ambar. Com a ajuda destes chefes maratas, Maleque Ambar capturou o Forte de Ahmednagar e a cidade dos mogóis. Mas, em uma das batalhas, Maleque Ambar foi derrotado pelos Mogóis e teve que perder o forte de Ahmadnagar. Muitos chefes de maratas e especialmente Lakhuji Jadhavrao juntaram-se aos Mogóis. Maleque Ambar foi um grande estadista e general. Ele humilhou o poder dos Mogóis e Adil Shah do Sultanato de Bijapur e recuperou o decadente status de Nizam Shah. Embora algumas vezes derrotado pelos Mogóis, ele nunca foi intimidados por seu poder.

## Morte
Ele morreu em 1626 aos oitenta anos. Maleque Ambar teve com sua esposa, Bibi Karima, dois filhos; Fatteh Khan e Changiz Khan e mais quatro filhas.
Uma de suas filhas casou-se com um príncipe da família real de Ahmednagar que mais tarde, através da ajuda de Maleque Ambar foi coroado como Sultão Murtaza Nizam Shah II. The second and third daughters respectively were called Shahir Banu and Azija Banu, the latter of whom married a nobleman named Siddi Abdullah.
Fatteh Khan sucedeu seu pai como regente dos Nizam Shahs. Entretanto, ele não possuía as habilidades políticas de seu pai. Através foram uma série de lutas internas dentro da nobreza (da qual incluiu Fatteh Khan assassinando seu sobrinho, Sultan Burhan Nizam Shah III), o Sultanato caiu para o Império Mogol cerca de dez anos após a morte de Ambar.
A filha mais velha foi casada com um comandante de origem circassiana pertencente ao exército de Ahmednagar, Muqarrab Khan que mais tarde viria a se tornar um general de Shah Jahan recebendo o título de Rustam Khan Bahadur Firauz Jang.

## Comentários de historiadores
O notável historiador Dr. Beni Prasad disse: "A principal importância das campanhas do Decão sobre os Mogóis está nas oportunidades de treinamento militar e do poder político que proporcionou aos Maratas. Maleque Ambar, que era um grande mestre da arte de guerrilha, como o próprio Shivaji, permanece como um dos principais construtores da nacionalidade Maratha. Seu objetivo principal era o de servir o interesse de seu próprio mestre, mas, inconscientemente, ele alimentou a força de um poder que mais do que vingou as lesões do Sul sobre o poder do Norte."

## Fundação de Aurangabad
Ele fundou e habitou Aurangabad no sítio de Khirki/Khadke("Pedra Grande") em 1610. Após sua morte em 1626, o nome foi trocado para Fatehpur por seu filho Fatehkhan. Quando Aurangzeb, o imperador mogol invadiu no ano de 1653, ele fez Fatehpur renomeá-la para Aurangabad. Desde então a cidade é conhecida como Aurangabad. Duas cidades capitais Viz. ‘Pratisthan’ (Paithan) i.e. a capital de Satavahanas (2nd B. C. to 3rd A. D.) e Devagiri - Daulatabad a capital de Yadavas e Muhammad bin Tughluq são localizadas entre os limites de Aurangabad.